# Corina Crețu
Corina Crețu (Bucarest, 24 de junio de 1967) es una política y periodista rumana, actual comisaria europea de  Política Regional.

## Biografía
Estudió en la facultad de Cibernética de la Academia de Estudios Económicos de Bucarest en 1989 y ha trabajado como economista en Blaj y Bucarest hasta 1990. Tras la Revolución rumana de 1989, comenzó a trabajar como cronista para los periódicos Azi, Curierul Naţional y Cronica Română. 

## Carrera política
Durante los dos mandatos de Ion Iliescu como presidente de Rumanía (1992-1996 y 2000-2004), fue portavoz de la presidencia y, entre 2000 y 2004, consejera presidencial con el rango de ministra. En 2002, fue nombrada por iniciativa presidencial consejera de administración de la Sociedad Rumana de Televisión.
Ya en 2004, fue elegida senadora por el Partido Socialdemócrata. Tras las elecciones europeas de 2007 tras la adhesión de Rumanía a la Unión Europea fue elegida eurodiputada, cargo en el que repitió en las sucesivas elecciones de 2009 y 2014. Desde noviembre de 2014 ocupa el cargo de comisaria europea de Política Regional en la Comisión Juncker a instancias del primer ministro rumano Victor Ponta.